# Уэстон, Марк
Марк Уэстон (англ. Mark Weston; 30 марта 1905 года — 29 января 1978 года) — британский легкоатлет по прозвищу «Девонширское чудо», интерсекс.

## Биография
При рождении пол Уэстона установить правильно не удалось из-за того, что он был интерсексом, поэтому ему был назначен женский пол и его воспитывали как девочку под именем Мэри Луиза Эдит Уэстон (англ. Mary Louise Edith Weston). В 1936 году Уэстон прошел серию операций по хирургической коррекции пола. После перехода Уэстон взял себе имя Марк, ушел из спорта и в дальнейшем работал массажистом. В этом же году Уэстон женился на Альберте Матильде Брей, у них было трое детей. Уэстон умер в 1978 году в Плимуте.

## Спортивные достижения
Был одним из лучших британских легкоатлетов 1920-х годов. Он был чемпионкой Великобритании в броске копья и метании диска в 1929 году. Завоевывал титулы в 1925, 1928 и 1929 годах. На Всемирных женских играх 1926 года он занял шестое место в двуручном броске.